# Албена
Албе́на — климатический курорт в Болгарии, 3-й по популярности среди туристов. Первые упоминания об этой местности восходят к II—III веку до н.э. под названием Геранея. Не имеет статуса города по болгарскому закону.
Курорт Албена открыт 24 августа 1969 года и расположен в красивом заливе черноморского побережья Болгарии.

## География
Расположен на побережье Чёрного моря на склонах Добруджанского плато, в 30 км к северу от Варны и Добрича, в 8 км южнее Балчика, в 500 км на северо-восток от Софии. В Албене есть пляж протяжённостью 5 км и шириной 150 м.

## Климат
Пик сезона в Албене длится с середины июля до конца августа.
Таблица приблизительных температур воздуха/воды в Албене:
- Январь −1/+5
- Февраль +2/+6
- Март +8/+8
- Апрель +15/+10
- Май +21/+15
- Июнь +26/+19
- Июль +29/+22
- Август +29/+23
- Сентябрь +24/+21
- Октябрь +20/+17
- Ноябрь +5/+11
- Декабрь +1/+7

## Детский отдых
На курорте Албена для детей созданы условия для спортивных занятий: бассейны, дорожки для скейтборда, водные картинги, площадки для картинга, водные велосипеды, надувные замки, водные горки, площадки для мини-гольфа и для стрельбы из лука, возможность поездить верхом на лошади или пони. Под руководством инструкторов они могут попробовать и водные виды спорта — водные лыжи, сёрфинг, джет. В Албене предусмотрены и развлечения для малышей: луна-парк и автодром, надувной детский батут, детская железная дорога и качели, игровые автоматы. Предлагаются разнообразные услуги, включая детский сад и детские клубы с квалифицированными воспитателями.
С 2006 года в Албене работает детский лагерь «Бригантина», располагающий отдельной территорией, жилыми корпусами, рестораном, бассейном, аттракционами. С 2008 года здесь проводится международный детский кинофестиваль Василия Семёновича Ланового «Алые паруса».

## Гостиницы
На курорте имеются 43 гостиницы в общей сложности на 14 900 мест (категории от 2 до 5 звёзд), расположенные прямо на песчаной полосе, недалеко от природного заповедника «Балтата», или на близлежащих холмах. В течение последних нескольких лет на курорте были реконструированы гостиницы: «Амелия», «Калиопа», «Лагуна Бич», «Лагуна Маре», «Лагуна Гарден», «Малибу», «Боряна», «Нона», «Елица», «Мура», «Славуна», «Гергана», «Ралица Супериор». С 2004 года 11 гостиниц работают по формуле «всё включено»: «Амелия», «Ралица», «Оазис», «Орхидея», «Орхидея Парк», «Вита Парк», «Добротица», «Калиакра», «Арабелла Бич», «Ралица Супериор», «Магнолия». В 2017 году начала функционировать гостиница «Парадиз блу» (5 звезд).

## Кафе и рестораны
На курорте широко представлены различные кафе и рестораны с европейской и болгарской кухней. Вечерами многие из них предлагают развлекательные и танцевальные программы.

## Экономика
Албена — первый частный курорт в стране, приватизированный как единый комплекс. Основные акционеры курорта на 31.12.2004:
- АО Албена 2000 - 48,13 %
- Албена Инвест Холдинг - 20,58 %
- физические лица - 10,27 %
- Муниципалитет г. Балчик - 7,13 %
- ООО Булброкерс Финансы - 3,58 %
- АО Албена - 3,00 %
- Firebyrd Republics Fund Ltd - 2,43 %
- Hansapank Clients - 1,30 %
- Raiffeisen Zentralbank Österreich AG - 0,52 %
- Pictet and Cie Banquiers - 0,37 %
- Bank Austria Creditanstalt AG - 0,36 %
- Элана Трейдинг - 0,23 %
- National Bank of Greece - 0,19 %
- Первый Инвестиционный Банк - 0,16 %
- Банк Насиональ дю Пари, филиал Лондон - 0,11 %
- другие акционеры - 1,64 %

## Другое
В Антарктиде на острове Брабант был назван полуостров в честь Албены.